# Agla María Albertsdóttir
Agla María Albertsdóttir (5 augustus 1999) is een voetbalspeelster uit IJsland. Ze speelt als middenvelder en aanvaller voor Breiðablik Kópavogur in de Úrvalsdeild.

## Clubcarrière
Albertsdóttir doorliep de jeugdopleiding van Breiðablik en maakte in 2014 de stap naar het eerste elftal. Ze maakte voor het eerst onderdeel uit van de hoofdmacht in een wedstrijd tegen UMF Selfoss in de Úrvalsdeild. Op 30 juni 2015 maakte Albertsdóttir de overstap naar Valur Reykjavík. Voor deze club maakte ze haar profdebuut in de Úrvalsdeild op 17 juli 2015 door in de 46ste minuut van een wedstrijd tegen Þór/KA in te vallen voor Hildur Antonsdóttir. Op 14 januari 2016 tekende ze een contract bij Stjarnan Gardabær. In september van hetzelfde jaar werd ze met deze club landskampioen van IJsland.
In januari 2018 keerde Albertsdóttir terug bij Breiðablik. In augustus 2018 leverde ze de assist op de beide doelpunten van Breiðablik in een 2-1 overwinning op haar oude club Stjarnan in de IJslandse bekerfinale en daarmee had ze een groot aandeel in de bekerwinst van Breiðablik. Op 17 september werd ze eveneens landskampioen na een overwinning op UMF Selfoss waarmee het kampioenschap werd bezegeld. In maart 2019 tekende Albertsdóttir een nieuw driejarig contract bij Breiðablik.
Na het aflopen van haar driejarig contract, maakte Albertsdóttir de overstap naar het Zweedse BK Häcken. Na acht optredens in de Damallsvenskan, keerde ze op huurbasis terug bij Breiðablik. In 2023 maakte ze de definitieve overstap terug naar Breiðablik.

## Statistieken
| Seizoen | Club                 | Land    | Competitie     | Wedstrijden | Doelpunten |
| ------- | -------------------- | ------- | -------------- | ----------- | ---------- |
| 2016    | Stjarnan Gardabær    | IJsland | Úrvalsdeild    | 2           | 2          |
| 2017    | Stjarnan Gardabær    | IJsland | Úrvalsdeild    | 4           | 6          |
| 2018    | Breiðablik Kópavogur | IJsland | Úrvalsdeild    | 8           | 8          |
| 2019    | Breiðablik Kópavogur | IJsland | Úrvalsdeild    | 10          | 12         |
| 2020    | Breiðablik Kópavogur | IJsland | Úrvalsdeild    | 9           | 14         |
| 2021    | Breiðablik Kópavogur | IJsland | Úrvalsdeild    | 18          | 12         |
| 2022    | BK Häcken            | Zweden  | Damallsvenskan | 8           | 0          |
| 2022    | Breiðablik Kópavogur | IJsland | Úrvalsdeild    | 8           | 4          |
| 2023    | Breiðablik Kópavogur | IJsland | Úrvalsdeild    | 23          | 10         |
| 2024    | Breiðablik Kópavogur | IJsland | Úrvalsdeild    | 16          | 8          |
| 2025    | Breiðablik Kópavogur | IJsland | Úrvalsdeild    | 10          | 5          |
| Totaal  | Totaal               | Totaal  | Totaal         | 116         | 81         |

Laatste update: 6 juli 2025

## Interlandcarrière
Albertsdóttir maakte haar debuut voor het IJslandse nationale team op 6 april 2017 in een wedstrijd tegen Slowakije. Op 22 juni 2017 werd Albertsdóttir door bondscoach Freyr Alexandersson geselecteerd voor het EK 2017 in Nederland. Ze kwam alle drie de wedstrijden in de groepsfase in actie.
Op 13 juni 2025 werd Albertsdóttir opgenomen in de IJslandse selectie voor op het EK 2025 in Zwitserland.